# Sargus gemmifer
Sargus gemmifer är en tvåvingeart som beskrevs av Walker 1849. Sargus gemmifer ingår i släktet Sargus och familjen vapenflugor. Inga underarter finns listade i Catalogue of Life.